# Vladimir Yengibaryan
Vladimir Yengibaryan (en russe : Владимир Николаевич Енгибарян, transcription française : Vladimir Nikolaïevitch Ienguibarian) est un boxeur soviétique né le 24 avril 1932 à Erevan, Arménie, et mort le 1er février 2013 à Los Angeles.

## Carrière
Champion olympique des poids super-légers aux Jeux de Melbourne en 1956 après sa victoire en finale contre le boxeur Italien Franco Nenci, il remporte également au cours de sa carrière amateur le titre de champion d'Europe des poids légers à Varsovie en 1953, celui des poids super-légers à Prague en 1957 et à Lucerne en 1959 et la médaille de bronze à Berlin Ouest en 1955.

## Parcours auxJeux olympiques
Jeux olympiques d'été de 1956 à Melbourne (poids super-légers) :
- Bat Leszek Drogosz (Pologne) aux points
- Bat Claude Saluden (France) aux points
- Bat Henry Loubscher (Afrique du Sud) aux points
- Bat Franco Nenci (Italie) aux points